# Novaci (Gorj megye)
Novaci város Gorj megyében, Olténiában, Romániában.

## Fekvése
A Páring-hegységben, a Gilort folyó mentén helyezkedik el.

## Történelem
Első írásos említése 1502-ből való.

## Népesség
A település lakosságának alakulása:
- 1977 - 6464 lakos
- 1992 - 6427 lakos
- 2002 - 6105 lakos

## Látnivalók
- A városhoz tartozó Rânca-i hegyvidéki üdülőközpont.

## Gazdaság
A Gilort folyón öt kisebb merétű és kapacitású vízierőmű található.
A gazdasági ágazatok közül, jelentős a település turizmusa és erdőgazdálkodása.

## Külső hivatkozások
- A város honlapja